# Popiwka (Myrhorod)
Popiwka (ukrainisch Попівка; russisch Поповка Popowka) ist ein Dorf im Zentrum des Rajon Myrhorod der ukrainischen Oblast Poltawa mit 2300 Einwohnern (2004).

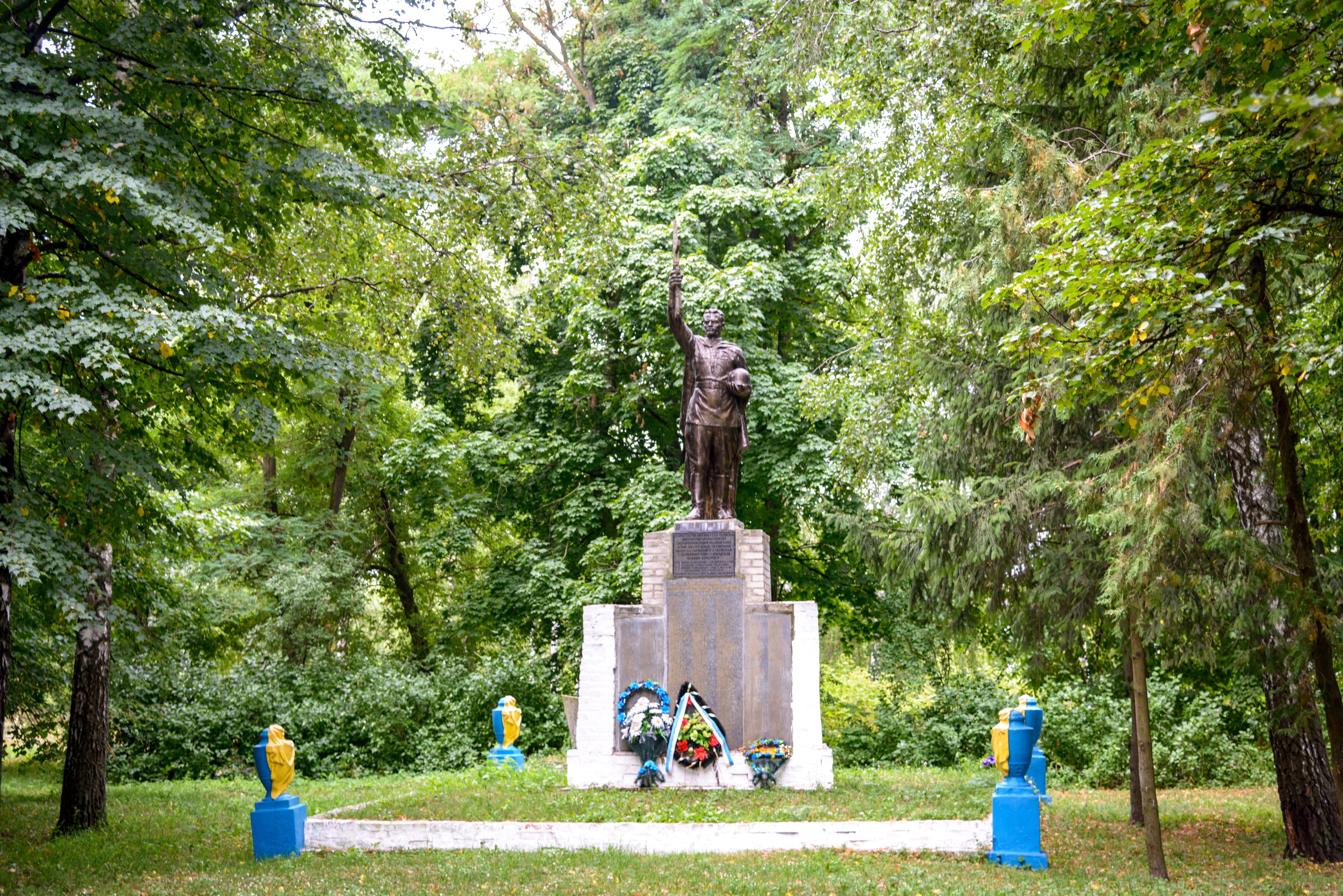
Denkmal im Ort

Das in der zweiten Hälfte des 16. Jahrhunderts gegründete Dorf liegt beim Ufer des Chorol und an dessen Nebenfluss, dem 30 km langen Chomutez (Хомутець) 17 km nördlich vom Rajonzentrum Myrhorod und 120 km nordwestlich vom Oblastzentrum Poltawa.
Am 12. Juni 2020 wurde das Dorf ein Teil der neugegründeten Siedlungsgemeinde Komyschnja, bis dahin bildete es zusammen mit den Dörfern Mala Hremjatscha (Мала Грем'яча) und Welyka Hremjatscha (Велика Грем'яча) die gleichnamige Landratsgemeinde Popiwka (Попівська сільська рада/Popiwska silska rada) im Norden des Rajons Myrhorod.